# Terroranschlag in Barcelona am 17. August 2017

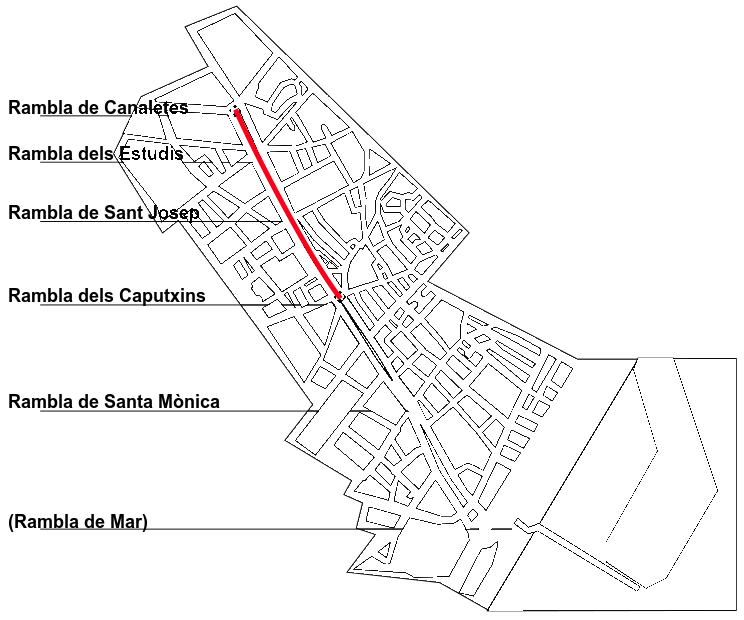
Route des Lieferwagens während des Anschlags auf La Rambla in Barcelona

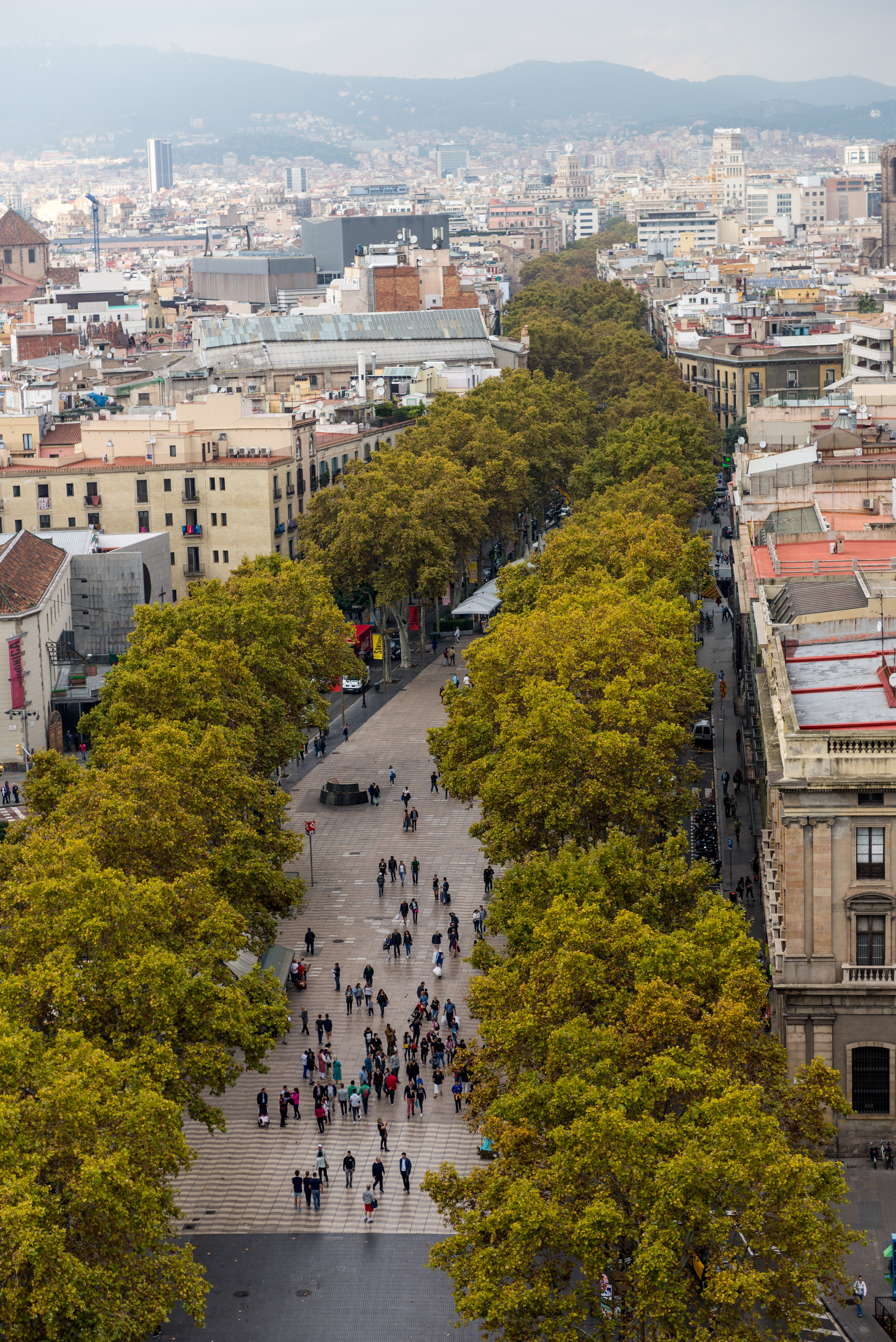
„La Rambla“ von Süden gesehen (2015)

Beim Terroranschlag in Barcelona am 17. August 2017 fuhr ein Attentäter mit einem Lieferwagen durch eine Menschenmenge auf dem Boulevard La Rambla im Zentrum von Barcelona. Dabei wurden 14 Menschen getötet und mindestens 118 Menschen verletzt. Auf der Flucht erstach der Attentäter eine weitere Person.
In der darauffolgenden Nacht wurden in Cambrils fünf Männer, die in einem Pkw fuhren und mutmaßlich eine Messerattacke planten, von der Polizei gestellt. Bei der anschließenden Verfolgungsjagd, bei der sie eine Frau töteten und sieben Menschen verletzten, wurden sie von den Polizisten erschossen.
Die Vorfälle wurden von den örtlichen Sicherheitsbehörden als dschihadistischer Terroranschlag eingestuft.
Die Terrormiliz „Islamischer Staat“ hat über ihren Nachrichtenkanal Amaq den Anschlag für sich reklamiert.
Nach Ermittlungsangaben sollen beide Anschläge von derselben islamistischen Terrorzelle ausgeführt worden sein. Die Zelle plante eigentlich Bombenanschläge in Barcelona. Das Sprengstoffmaterial detonierte jedoch versehentlich am Vortag der Anschläge in der Bombenwerkstatt der Terrorzelle in Alcanar, wobei der mutmaßliche Kopf der Zelle und ein weiteres Terrormitglied getötet wurden.

## Verlauf

### Explosion in Alcanar
Am Morgen des 16. August 2017 ereignete sich in der Gemeinde Alcanar, 200 Kilometer südwestlich von Barcelona, in einem Wohnhaus eine Gasexplosion, die das Gebäude vollständig zerstörte. Dabei wurden mindestens zwei Menschen getötet und sieben Menschen verletzt. Die Polizei fand 120 Butan- und Propangasflaschen in den Ruinen des Hauses. Sie geht davon aus, dass eine Terrorzelle um den Imam Abdelbaki Es Satty hier beim Versuch, aus umgebauten Butangasflaschen und Acetonperoxid Bomben zu bauen, eine Explosion auslöste, durch die zumindest Abdelbaki Es Satty und ein weiteres Mitglied der Zelle getötet wurden.
Mit den selbstgebauten Bomben sollten Anschläge auf die Sagrada Família und andere Gebäude verübt werden, gestand später einer der gefassten Verdächtigen.
Nachdem aber bei dem Unfall das Sprengstoffmaterial zerstört worden war, entschied sich die Terrorzelle stattdessen kurzfristig für die Taten in Barcelona und Cambrils.

### Anschlag in Barcelona
Am 17. August 2017 fuhr gegen 16:50 Uhr ein weißer Fiat Talento mit hoher Geschwindigkeit von der Plaça de Catalunya auf die Rambla, fuhr 530 Meter auf dem für Fußgänger vorgesehenen Mittelteil der Promenade – durch die Menschenmenge – nach Süden und kam mit eingedrückter Front auf dem Pla de l’Os zum Stehen. Der Fahrer des Wagens floh zunächst zu Fuß, erstach später den Fahrer eines parkenden Autos und fuhr dann mit dem Auto davon. Polizei und Guardia Civil sperrten das Gebiet kurz darauf großräumig ab, evakuierten den Bereich um die Plaça de Catalunya sowie den Umkreis des Tatorts und begannen eine Großfahndung. Die Metro-Stationen in der Umgebung des Tatorts wurden aus Sicherheitsgründen geschlossen.

### Verhinderter Anschlag in Cambrils

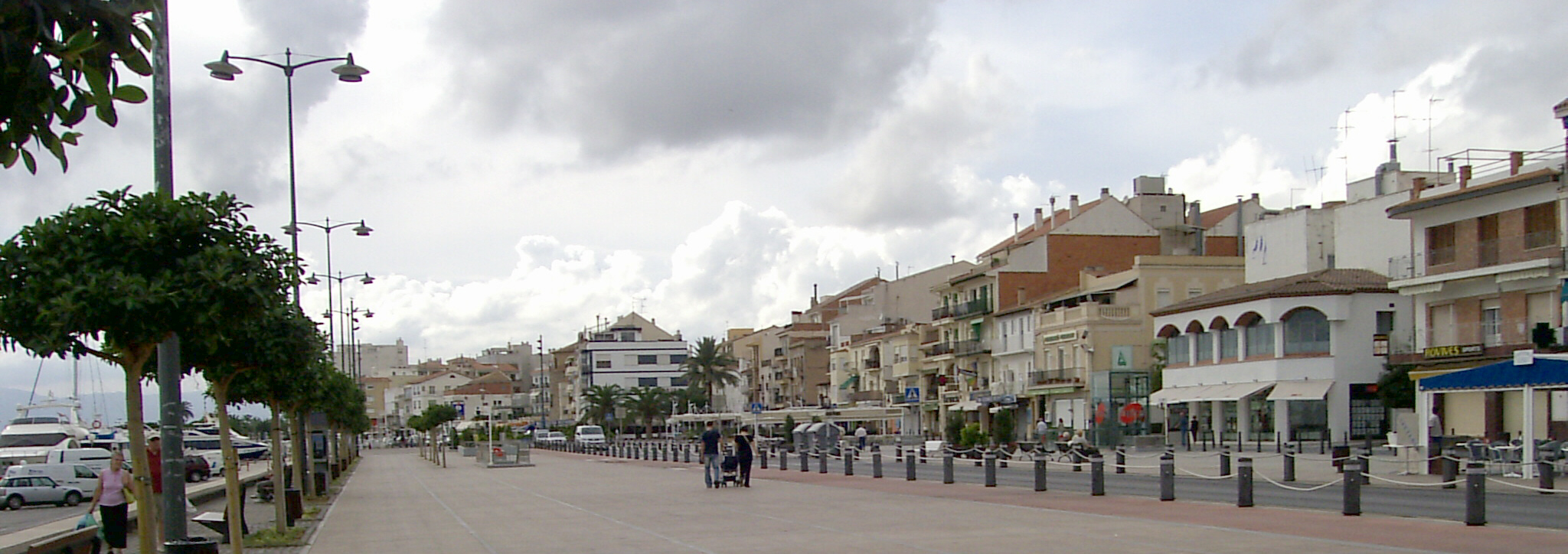
Strandpromenade in Cambrils (2004)

In der Kleinstadt Cambrils, rund 120 Kilometer südlich von Barcelona, wurden in der Nacht vom 17. auf den 18. August 2017 fünf mutmaßliche Terroristen erschossen. Sie waren in einem Audi A3 unterwegs, trugen Sprengstoffgürtelattrappen und waren bewaffnet. Patrouillierende Polizisten wurden auf sie aufmerksam und forderten den Fahrer zum Anhalten auf. Dieser gab Gas und überfuhr auf einem Zebrastreifen eine Frau, die später starb. An einem Kreisverkehr prallte er auf einen Polizeiwagen, überschlug sich und blieb auf dem Dach liegen. Die fünf nur leicht verletzten Männer krochen aus dem Wagen und liefen mit einer Axt und Messern bewaffnet auf einen Polizisten zu. Dieser erschoss vier der fünf Angreifer. Der fünfte fliehende Terrorist wurde nach etwa 100 Metern von einem anderen Polizisten gestellt. Als der Polizist angegriffen wurde, eröffnete er das Feuer; der angeschossene Terrorist starb später.
Nach Einschätzung der Ermittler planten die fünf in Cambrils Erschossenen, auf der dortigen Strandpromenade möglichst viele Personen zu erschlagen und zu erstechen.

## Opfer
Bei den Anschlägen in Barcelona und Cambrils starben insgesamt 16 Menschen, darunter sechs Männer, acht Frauen und zwei Kinder.

## Tatverdächtige
Nach Angaben der katalanischen Polizei soll für die Anschläge von Barcelona und Cambrils eine rund zwölfköpfige islamistische Terrorzelle verantwortlich sein, die aus Personen marokkanischen Ursprungs und Marokkanern im Alter von 17 bis Mitte 30 bestand, die in der nordkatalanischen Stadt Ripoll lebten. Anführer der Zelle war der Imam Abdelbaki Es Satty, der in der Annour-Moschee in Ripoll predigte und die anderen Mitglieder dort radikalisierte.
Acht Mitglieder der mutmaßlichen Terrorzelle sind tot, vier wurden unmittelbar nach den Anschlägen in Untersuchungshaft genommen; ein weiterer Ende September. Die acht Getöteten sind Es Satty und eine weitere Person, die bei der Gasexplosion von Alcanar starben, die fünf Personen, die von der Polizei in Cambrils erschossen wurden, sowie ein 22-jähriger Marokkaner, der den Anschlag in Barcelona verübte und am 21. August von Polizeikräften in Subirats erschossen wurde.
Nach Aussage des Terrorexperten Fernando Reinare stand Es Satty seit mehr als einem Jahrzehnt mit Dschihadisten in Katalonien und in Brüssel in Kontakt, darunter auch mit Terroristen, die an den Madrider Zuganschlägen von 2004 beteiligt waren. Im Anschluss an eine vierjährige Freiheitsstrafe, die Es Satty in Spanien wegen Drogenhandels verbüßte, sollte er im März 2015 nach Marokko abgeschoben werden. Ein Richter stoppte die Abschiebung jedoch, da von Es Satty keine „ausreichend schwere Gefahr“ ausgegangen und er um Integration in die spanische Gesellschaft bemüht gewesen sei. 2016 hielt er sich vorübergehend in und um Brüssel auf, wo er der Polizei wegen seiner radikalen Predigten bekannt wurde. Im November 2017 räumte der spanische Geheimdienst ein, 2010–2014 Kontakte zu Es Satty unterhalten zu haben. Dabei habe es sich um die vorgeschriebene Vorgehensweise im Umgang mit Gefangenen, die Kontakte mit Dschihadisten unterhielten, gehandelt. In der spanischen Ausgabe von Público wurden im Juli 2019 Dokumente offengelegt, die eine direkte, aktive Verbindung des CNI mit Es Satty über die gemeinsame Nutzung eines E-Mail-Kontos aufzeigen.

## Folgen

### Reaktionen

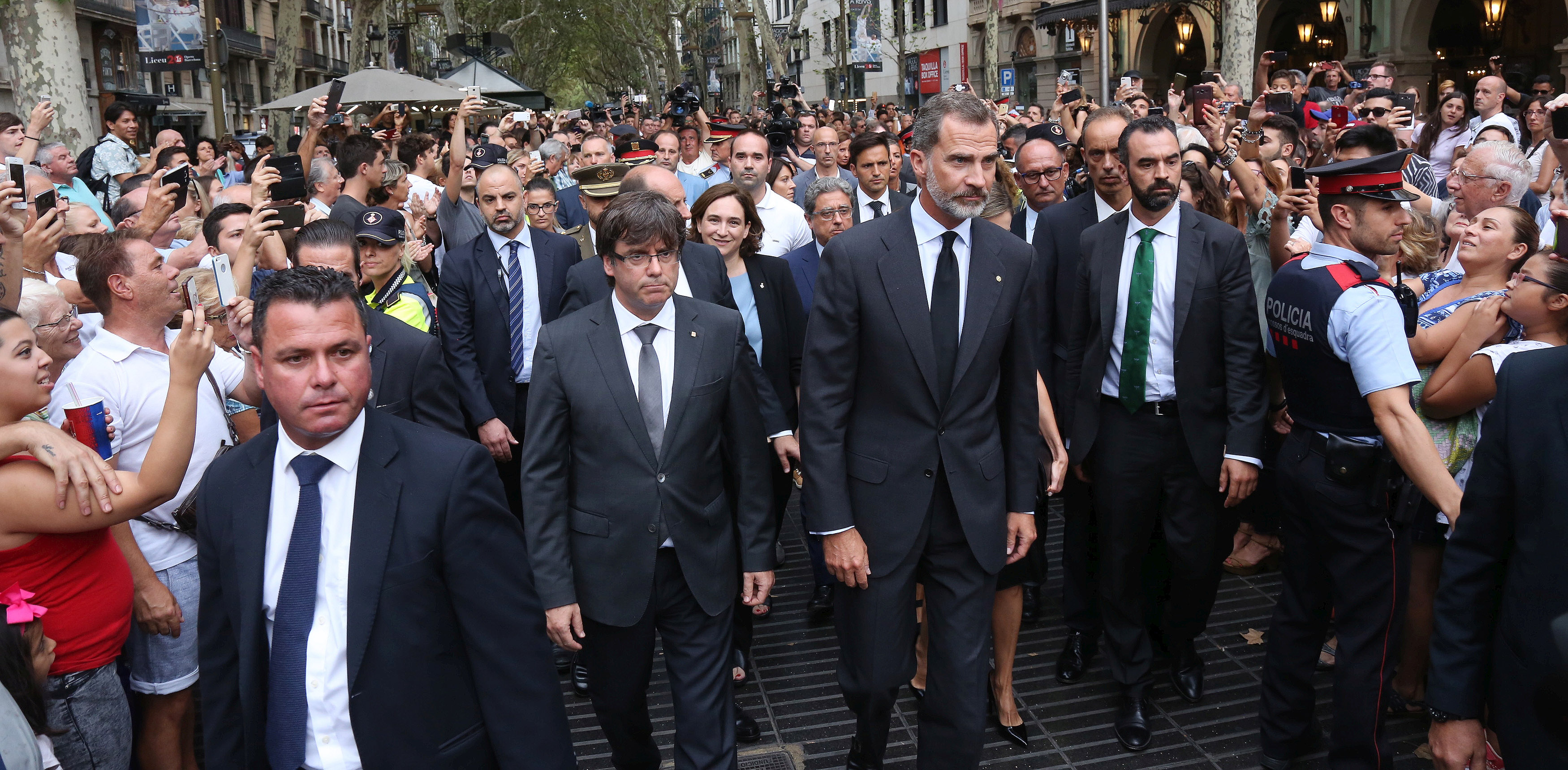
Der König von Spanien bei der Trauerfeier

Spitzenpolitiker, Vertreter internationaler Organisationen, Vertreter von Religionsgemeinschaften sowie andere Personen des öffentlichen Lebens äußerten ihr Beileid und ihre Solidarität mit den Betroffenen und im Kampf gegen den Terrorismus. Der katalanische Regionspräsident Carles Puigdemont, die Bürgermeisterin Barcelonas Ada Colau und der spanische Ministerpräsident Mariano Rajoy brachen ihre Urlaube ab und begaben sich nach Barcelona, um an den Sitzungen des Krisenstabes teilzunehmen. Rajoy, der wegen des wahrscheinlich terroristischen Hintergrundes die Koordinierung übernahm, wurde dabei von der stellvertretenden Ministerpräsidentin Soraya Sáenz de Santamaría und dem Innenminister Juan Ignacio Zoido begleitet.

### Gedenken

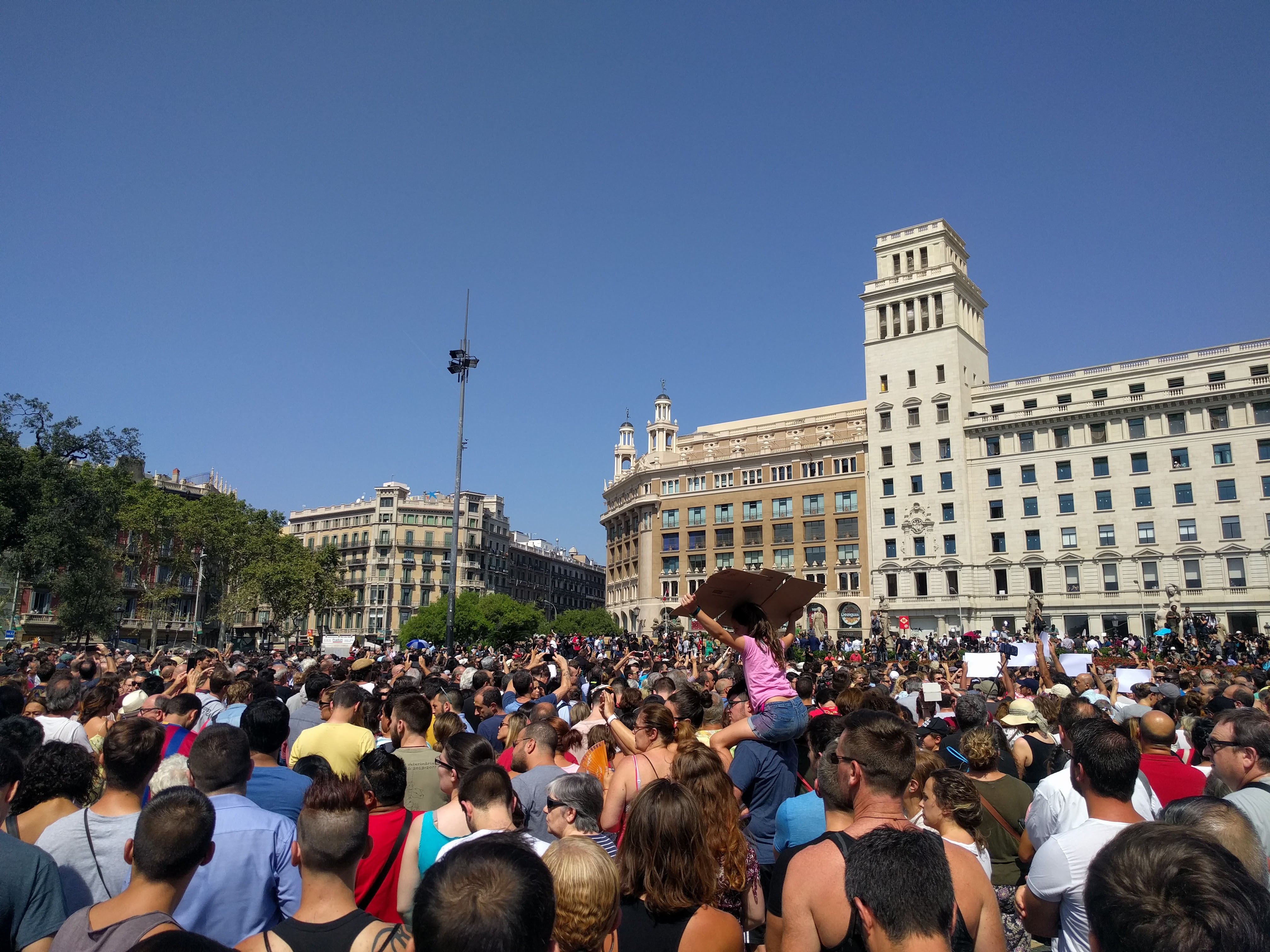
Schweigeminute an der Plaça de Catalunya am 18. August 2017

Für Freitag, 18. August, rief Barcelonas Bürgermeisterin Colau zu einer Schweigeminute an der Plaça de Catalunya auf. Nach der katalanischen Regierung ordnete auch der spanische Ministerpräsident Rajoy eine dreitägige Staatstrauer an.
Am 26. August 2017 fand in Barcelona unter dem Motto „No tinc por“ (katalanisch für: „Ich habe keine Angst“) eine Großdemonstration gegen Terrorismus und Gewalt statt. Laut Polizeiangaben nahmen 500.000 Menschen an ihr teil und zogen von der Straße Passeig de Gràcia bis zur Plaça de Catalunya, darunter der spanische Ministerpräsident, zahlreiche weitere Regierungsvertreter, Mitarbeiter der Sicherheitskräfte, die nach den Attentaten Betroffene betreut hatten, sowie Vertreter der islamischen Gemeinde in Spanien. Mit König Felipe VI. nahm erstmals in der Geschichte Spaniens auch ein Monarch an einer derartigen Massenkundgebung teil.

### Strafprozess
Im November 2020 begann der Prozess gegen drei Tatverdächtige, die der Vorbereitung des Anschlags beschuldigt werden. Zwei der drei Angeklagten, der 23-jähriger spanische Staatsbürger Mohamed H. C. und der 31-jährige Marokkaner Driss O., werden beschuldigt, der Terrorgruppe angehört zu haben, die den Anschlag vorbereitete und ausführte. Sie sind der Mitgliedschaft in einer terroristischen Vereinigung, der Herstellung und Lagerung von Sprengstoffen sowie des Versuchs großangelegter Zerstörungen angeklagt. Die Staatsanwaltschaft fordert gegen sie Haftstrafen von 41 bzw. 36 Jahren. Driss O. wird zudem vorgeworfen, den für den Anschlag auf der Rambla verwendeten Lieferwagen gemietet zu haben. Sein Anwalt erklärte, auf Freispruch plädieren zu wollen, da sein Mandant nicht gewusst habe, dass das Fahrzeugs für einen Anschlag genutzt werden solle. Ein weiterer Marokkaner, der 27-jährige Ben I., ist der Beihilfe angeklagt; die Staatsanwaltschaft fordert gegen ihn 8 Jahre Freiheitsstrafe. Er soll den Terroristen ein ihm gehörendes Auto zur Verfügung gestellt haben und sie mit Ausweisdokumenten ausgestattet haben. Keiner der drei Angeklagten ist der direkten Teilnahme an den Anschlägen selbst angeklagt, was unter Vertretern der Opfer für Unmut sorgte. Am 27. Mai 2021 wurden die Angeklagten zu Freiheitsstrafen von 53 Jahren und 6 Monaten, 46 Jahren bzw. 8 Jahren verurteilt.

## Einordnung
Es war der schwerste Anschlag in Spanien seit den Madrider Zuganschlägen 2004 und der achte Anschlag durch ein in eine Menschenmenge gesteuertes Fahrzeug innerhalb eines Jahres in Europa. Nach Einschätzung des ARD-Terrorismusexperten Georg Mascolo hängt die Häufung von Anschlägen damit zusammen, dass die Propagandisten der in Syrien und im Irak an Einfluss verlierenden Terrororganisation „Islamischer Staat“ nicht mehr dazu aufrufen, in diese Kriegsgebiete zu reisen, sondern in Europa Anschläge zu begehen.
Katalonien gilt als dschihadistische Hochburg in Spanien. In den Jahren 2012 bis 2017 wurden dort 77 mutmaßliche Dschihadisten verhaftet – im übrigen Spanien 164.
Der Journalist Ralf Hutter, der nach dem Anschlag von vor Ort berichtet hatte, analysierte zum ersten Jahrestag in einem Radiobeitrag, dass der kaum erklärliche Wandel der unauffälligen Jugendlichen zu fanatisierten Massenmördern mit Antisemitismus und einem nicht-religiösen Streben nach einer gerechten Gesellschaft erklärt werden könnte: „Vielleicht können wir die Mörderjungs aus Ripoll nur verstehen, wenn wir ihnen einen vermeintlichen Kampf für das Gute unterstellen, der sich nicht nur auf religiösen Glauben, sondern auch auf weltliche Argumente stützt. […] Diesen Impuls der aufbegehrenden Jugend gegen die Verlogenheit des Establishments müssen wir wahrnehmen, sonst werden wir das Phänomen der sich in Europa radikalisierenden jungen Muslime und des nicht totzukriegenden Antisemitismus nicht begreifen. Der heutige muslimische Glaubenskrieg ist nicht einfach nur religiös begründet. Viele europäische Dschihadisten haben nur geringe Kenntnisse des Islam.“